# Communication événementielle
 (juillet 2020).
Si vous disposez d'ouvrages ou d'articles de référence ou si vous connaissez des sites web de qualité traitant du thème abordé ici, merci de compléter l'article en donnant les références utiles à sa vérifiabilité et en les liant à la section « Notes et références ».
 (juillet 2020).

Le Palais des congrès, haut lieu de l'évènementiel à Paris.

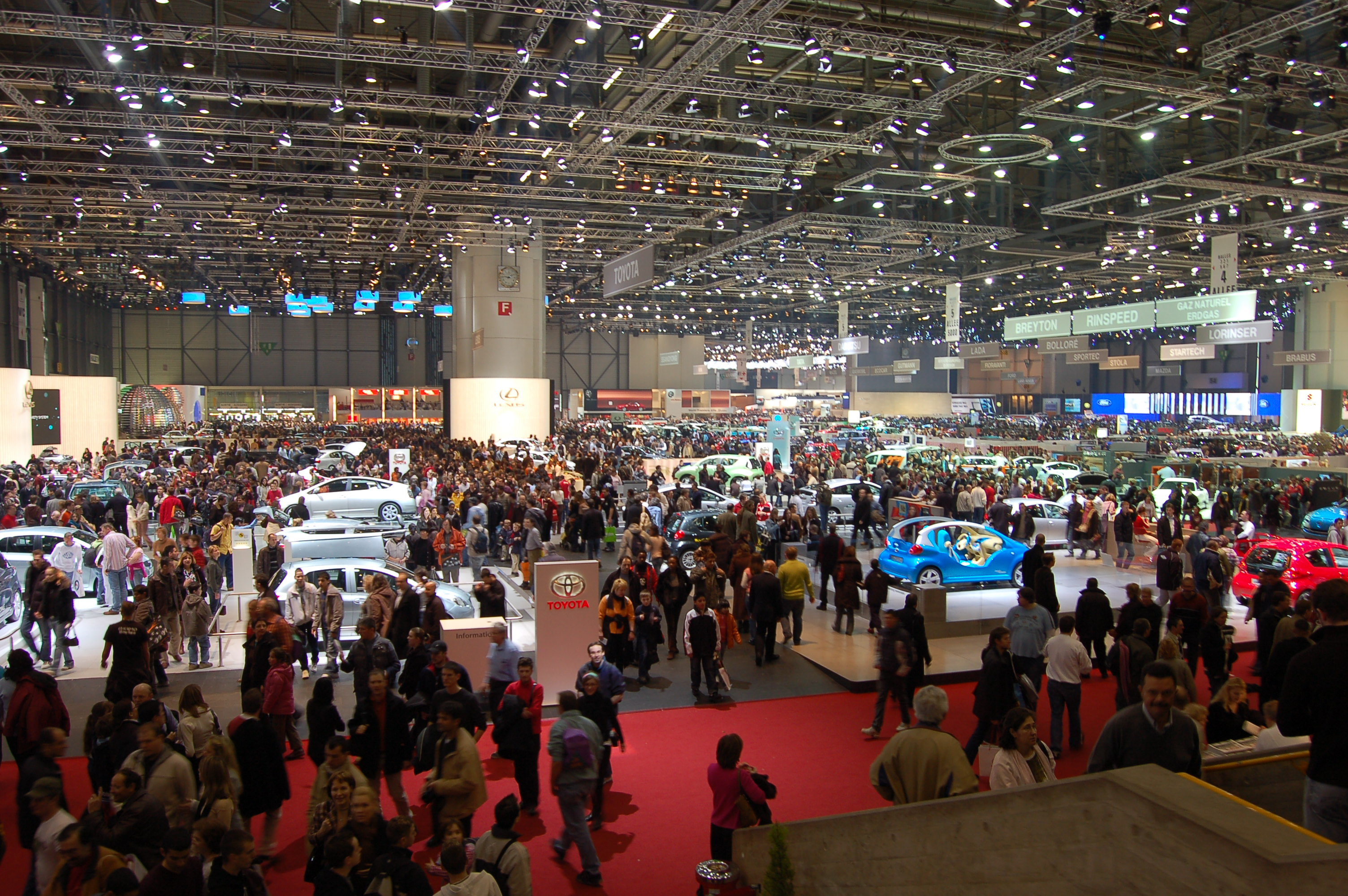
Professionnel ou grand public, le salon est un des principaux marchés de l'événementiel.

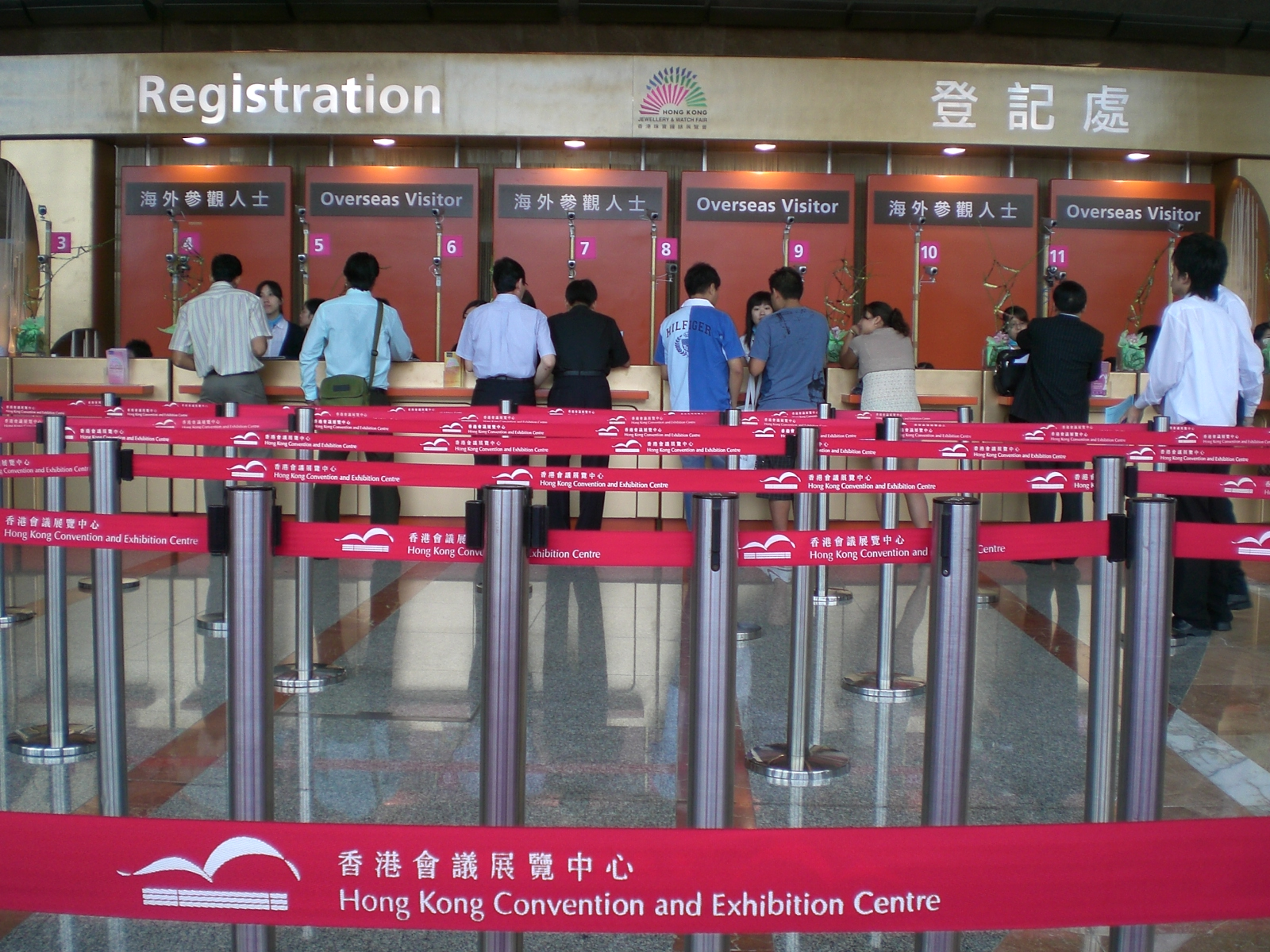
Accueil des participants au comptoir des accréditations du Centre de congrès et d'expositions de Hong Kong.

La communication événementielle est une discipline qui consiste à concevoir, planifier, organiser et promouvoir des événements tels que des conférences, des concerts, des foires commerciales, des cérémonies, des compétitions sportives, des congrès, des festivals, convention, soirée festive, cocktail, remise de prix, rallye, etc. L'objectif principal de cette discipline est de créer des expériences mémorables pour les participants, tout en renforçant la visibilité et l'image de l'organisation qui organise l'événement, entreprise, institution ou tout autre organisme (association, etc.) .

## Principes de la communication événementielle
La communication événementielle peut être utilisée à des fins diverses, telles que la promotion d'un produit, la célébration d'un événement important, le renforcement de la cohésion au sein d'une entreprise, la création de liens avec les clients et les partenaires, la sensibilisation à une cause ou à un enjeu, etc. Cette discipline nécessite une grande créativité, une forte capacité d'organisation, ainsi qu'une bonne maîtrise des techniques de communication et de marketing. 
L’événement est un vecteur d’image pour les organismes qui utilisent ce concept. 
Ces événements peuvent être de différents types : lancements de produits, soirées de gala, conférences, salons professionnels, etc. La communication événementielle est un domaine en constante évolution, qui s'adapte aux tendances et aux innovations du moment, notamment la digitalisation avec l’émergence d'agences spécialisées ou la responsabilité environnementale avec des événements durables prenant en compte les enjeux environnementaux.

## Métiers de l'événementiel
Les métiers de la communication événementielle sont nombreux et variés. Voici quelques exemples :
- Chef de projet événementiel : responsable de la coordination et de la réalisation de l'événement, du choix du lieu à la logistique en passant par la gestion du budget et de l'équipe.
- Chargé de communication événementielle : chargé de la communication autour de l'événement, de la création des supports de communication à la diffusion de l'information auprès des différents publics.
- Directeur artistique événementiel : chargé de la création visuelle de l'événement, de l'élaboration des décors, des scénographies, des animations...
- Responsable des relations publiques : chargé de l'accueil et de la gestion des relations avec les invités, les journalistes, les partenaires...
- Coordinateur technique : chargé de la mise en place des équipements techniques nécessaires à l'événement (son, lumière, vidéo...).
- Responsable de la sécurité : chargé de la sécurité des personnes et des biens pendant l'événement.
- Concepteur-rédacteur : chargé de la création des contenus écrits destinés à la communication autour de l'événement.
- Responsable des partenariats : Il s'agit du professionnel chargé de la recherche et de la gestion des partenaires et des sponsors de l'événement.

L'Unimev est l'interprofession des professionnels de l'événement en France. Elle déclare en 2018 à la Haute autorité pour la transparence de la vie publique exercer des activités de lobbying pour un montant annuel qui n'excède pas 200 000 euros.